# Piestrak jadalny
Piestrak jadalny (Choiromyces meandriformis Vittad.) – gatunek grzybów z rodziny truflowatych (Tuberaceae).

## Systematyka i nazewnictwo
Pozycja w klasyfikacji według Index Fungorum: Choiromyces, Tuberaceae, Pezizales, Pezizomycetidae, Pezizomycetes, Pezizomycotina, Ascomycota, Fungi.
Synonimy nazwy naukowej:
- Rhizopogon meandriformis (Vittad.) Corda 1854
- Tuber album Sowerby 1800[2].

Nazwa polska według listy kontrolnej.

## Morfologia
Owocnik
Podziemny, o kształcie przypominającym ziemniaki, osiąga wielkość od 3 do 10 cm średnicy. Górna jego powierzchnia jest bez wyraźnej skórki, barwy szarobiałej lub żółtawobiałej. Okrywa gładka, często nadgryziona przez ślimaki. Dojrzały owocnik ma dość silny, aromatyczny i przyjemny zapach (przypominający gotowaną kukurydzę), który zwabia owady by za ich pomocą rozsiewać swoje zarodniki.
Miąższ
Białawokremowo marmurkowaty, później także cielistobrązowawy, z białym żyłkowaniem. Ma silny aromatyczny zapach, czasami nieprzyjemny.
Wysyp zarodników
Zarodniki pod mikroskopem bladożółtawe, okrągławe z oddzielnie osadzonymi kolcami, o średnicy 16-22 µm. Kolce tępe, długości 3-5 µm.
Gatunki podobne
- trufla Borcha (Tuber borchii) i trufla biała (Tuber magnatum), która ma siatkowate zarodniki[4]
- piestrak sardyński, piestrak brązowawy (Choiromyces magnusii), który ma mniejszy i ciemniejszy owocnik (brązowawy)[5].

## Występowanie i siedlisko
Jest w Polsce gatunkiem rzadkim.
Pojawia się z końcem lata (lipiec–wrzesień), w lasach liściastych i iglastych, zwłaszcza rosnący na alkalicznych glebach gliniastych i ilastych, pod bukami. Jest trudny do znalezienia, gdyż owocuje pod powierzchnią ziemi, w rozproszeniu (rosnące gniazdowato grzyby mogą mieć odsłonięty wierzch i być widoczne). Grzyb mykoryzowy.

## Znaczenie
Grzyb jadalny o smakowych właściwościach, cenione są szczególnie jego młode owocniki. Miąższ łykowaty; zjedzony na surowo działa przeczyszczająco.